# Ширяев, Василий Алексеевич
Василий Алексеевич Ширяев (1885—1922) — российский полковник, герой Первой мировой войны, участник Гражданской войны в России.
Родился 27 марта 1885 года, происходил из рязанских мещан, православный. Начальное образование получил в Рязанской мужской гимназии, по окончании которой 29 августа 1906 года был зачислен в Алексеевское военное училище. Из училища выпущен 15 июня 1908 года подпоручиком (со старшинством от 14 июня 1907 года) в 33-ю артиллерийскую бригаду. 31 августа 1911 года произведён в поручики (со старшинством от 14 июня того же года).
23 августа 1912 года прикомандирован к Николаевской академии Генерального штаба для прохождения курса наук. Выпущен из академии в 1914 году по 2-му разряду и зачислен в 70-ю артиллерийскую бригаду (формальный приказ о зачислении состоялся лишь 16 апреля 1915 года).
Принял участие в Первой мировой войне. Высочайшим приказом от 1 июня 1915 года награждён орденом Св. Георгия 4-й степени
За то, что в бою 10-го октября 1914 года, у д. Кликаво, по собственной инициативе изменил фронт батареи и картечным огнём остановил и отбросил противника, охватывавшего нашу позицию слева.
В том же 1915 году причислен к Генеральному штабу. 14 июля 1916 года назначен адъютантом штаба 125-й пехотной дивизии и 15 августа того же года произведён в капитаны (со старшинством от 14 июля). С 20 сентября 1917 года являлся исправляющим должность начальника контрразведывательного отделения отдела генерал-квартирмейстера штаба 8-й армии.
После Октябрьской революции и начала Гражданской войны примкнул к белому движению. С 1 июня 1918 года состоял в подпольном Киевском центре Добровольческой армии, 5 октября произведён в полковники. Затем был в Вооружённых силах Юга России. С 23 июля 1919 года был начальником штаба 9-й Донской казачьей дивизии. В Русской армии генерала Врангеля с 25 марта 1920 года был начальником штаба 2-го Донского корпуса. После эвакуации из Крыма находился на о. Проти, был членом Общества офицеров Генерального штаба, к 1 августа 1922 года находился в Константинополе. Скончался в том же 1922 году.
Среди прочих наград имел ордена:
- Орден Святой Анны 4-й степени (1914 год, награждение утверждено Высочайшим приказом от 28 апреля 1915 года)
- Орден Святой Анны 3-й степени с мечами (28 апреля 1915 года)
- Орден Святого Георгия 4-й степени (1 июня 1915 года, в ряде источников ошибочно сообщается что он в этот день был награждён Георгиевским оружием[1])
- Орден Святого Станислава 2-й степени с мечами (9 октября 1916 года)